# Canon EF 28-135mm f/3.5-5.6 IS USM
El Canon EF 28-135mm f/3.5-5.6 IS USM és un objectiu zoom el qual esta entre una focal gran angular, normal i teleobjectiu amb muntura Canon EF.
Aquest, va ser comercializat per Canon el febrer de 1998, amb un preu de venta suggerit de 78.000¥.
Aquest objectiu és un tot terreny, per tant es pot utilitzar per molts tipus de fotografia, com paisatge, retrat o esport proper.

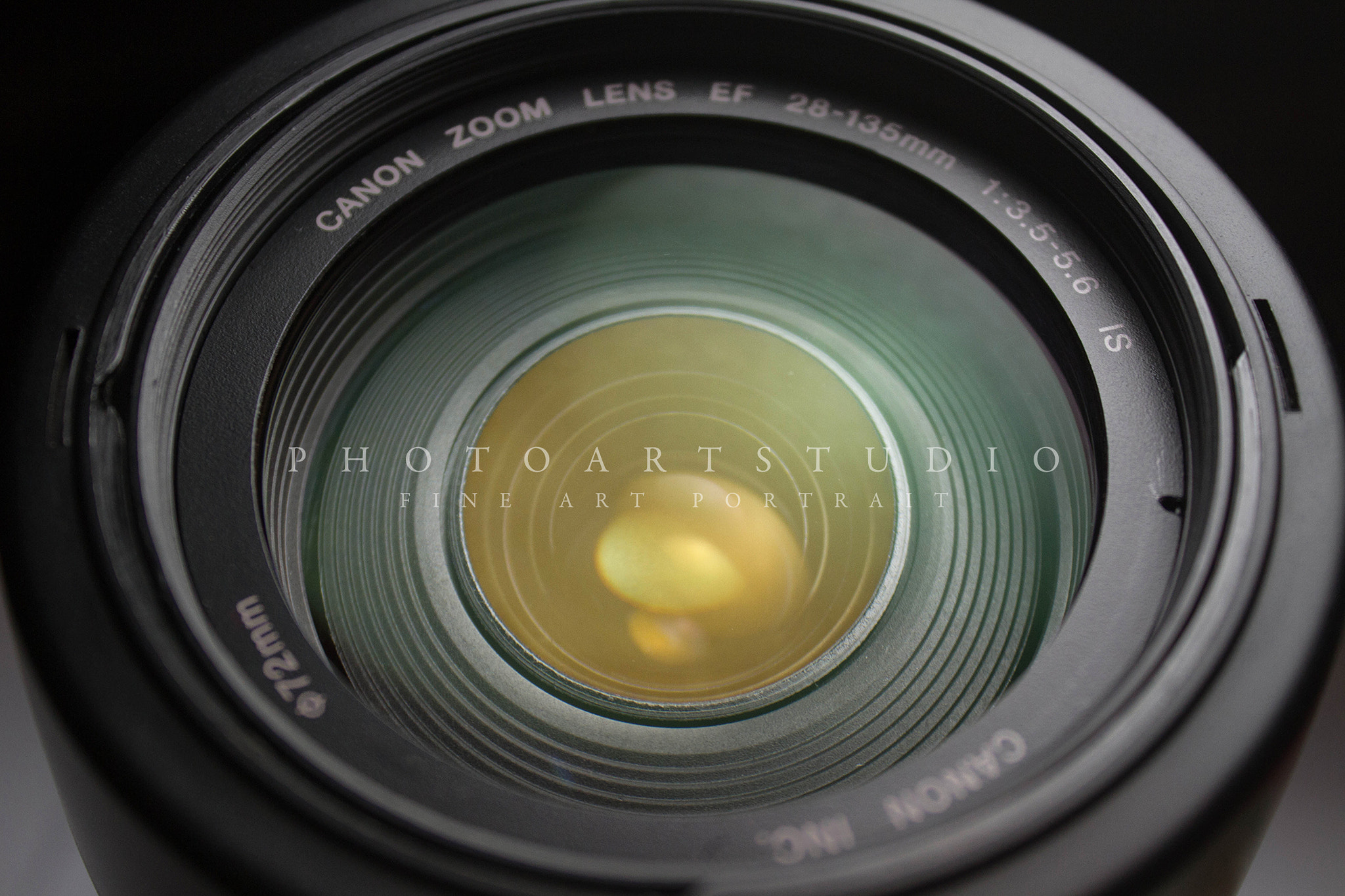
Lent frontal del Canon EF 28-135mm f/3.5-5.6 IS USM

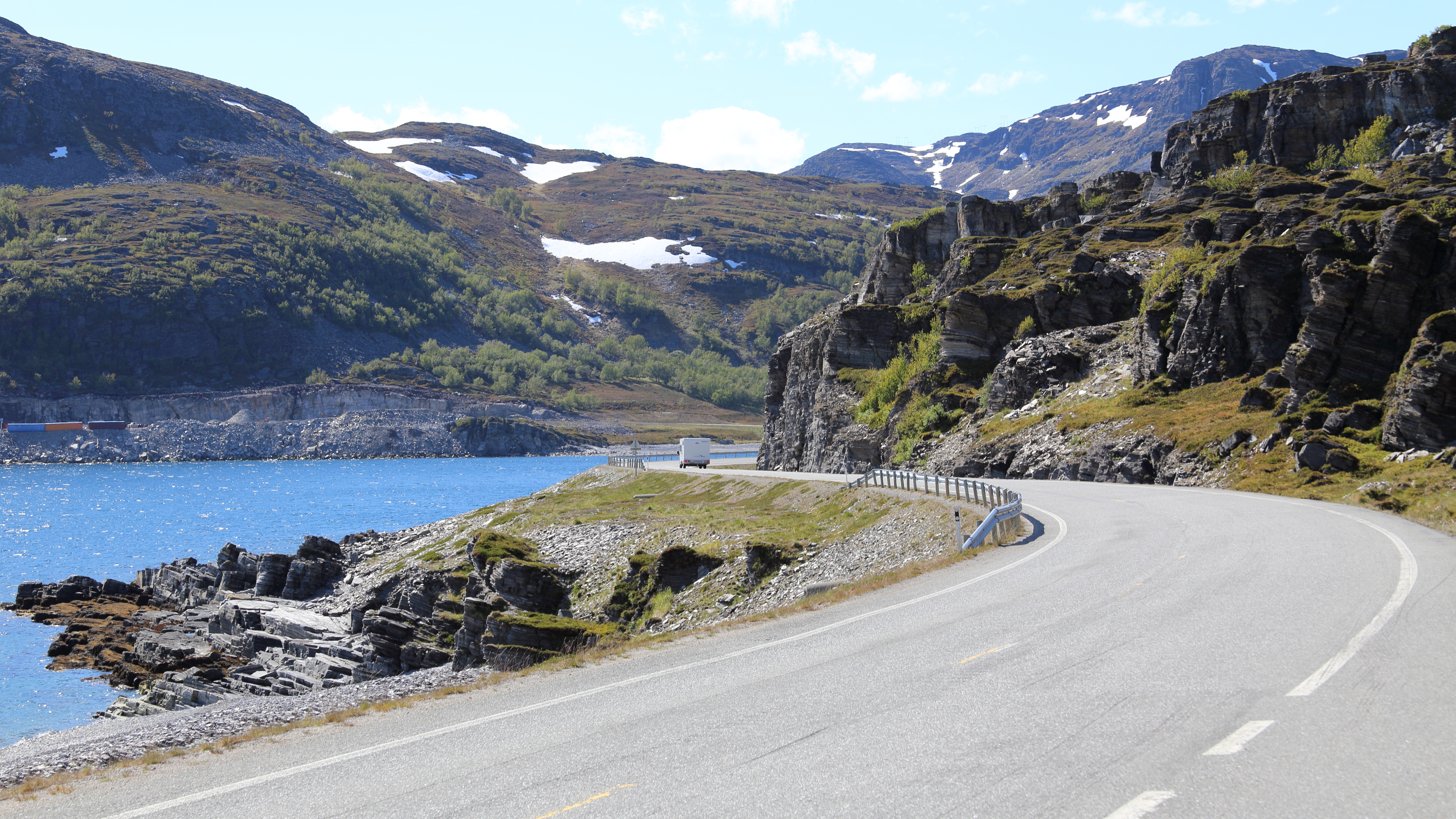
Paisatge fotografiat a 75mm amb el Canon EF 28-135mm f/3.5-5.6 IS USM

## Característiques
Les seves característiques més destacades són:
- Distància focal: 28-135mm
- Obertura: f/3.5 - 22 (a 28mm) i f/5.6 - 36 (a 135mm)
- Motor d'enfocament: USM (Motor d'enfocament ultrasònic, ràpid i silenciós)
- Estabilitzador d'imatge de 2 passes[3]
- Distància mínima d'enfocament: 50cm
- Rosca de 72mm
- Distorisió òptica a 28mm de -1,54% (tipus barril) i a 135mm de 0,726% (tipus coixí).[4]
- A 28mm i f/5.6 i 135mm i f/8 és on l'objectiu menys ombreja les cantonades.
- A 28mm i f/5.6 és on l'objectiu dona la millor qualitat òptica. A 135mm la qualitat òptica és molt bona des de f/5.6 però millora sobretot a les cantonades a f/8.[4]

## Construcció[5]
- La muntura és metàl·lica, però la resta de parts com l'anell de filtre i el canó són de plàstic
- El diafragma consta de 6 fulles, i les 16 lents de l'objectiu estan distribuïdes en 12 grups
- Consta d'un element asfèric

## Accessoris compatibles
- Tapa E-72 II
- Parasol EW-78BII[6]
- Filtres de 72mm
- Tapa posterior E